# Steve Niehaus
Pour les articles homonymes, voir Niehaus.
(en) Statistiques sur pro-football-reference
Steven Gerard Niehaus (né le 25 septembre 1954 à Cincinnati) est un joueur américain de football américain.

## Carrière

### Université
Niehaus étudie à l'université de Notre Dame, jouant avec l'équipe de football américain des Fighting Irish.

### Professionnel
Steve Niehaus est sélectionné au premier tour du draft de la NFL de 1976 au second choix par les Seahawks de Seattle. Lors de sa première saison en professionnel, il est nommé defensive tackle titulaire et est nommé rookie de l'année pour la National Football Conference après avoir fait 9.5 sacks, ce qui est le meilleur résultat pour un joueur des Seahawks.
En 1977, il commence à avoir des problèmes de genou et ne joue que huit matchs lors de cette saison. En 1978, Steve retrouve sa place de tackle titulaire avant d'être libéré par Seattle.
En 1979, ses problèmes de genou ressurgissent et il ne joue que trois matchs avec les Vikings du Minnesota. Il prend sa retraite car les blessures s'enchaînent.